# 사카모토역 (구마모토현)
사카모토역(일본어: 坂本駅)은 일본 구마모토현 야쓰시로시에 위치한 규슈 여객철도 히사쓰 선의 철도역이다. 상대식 승강장 2면 2선의 구조를 갖춘 지상역이다.

## 타는 곳
| 1 | ■ 히사쓰 선 | (상행) | 야쓰시로 · 구마모토 방면 |
| 2 | ■ 히사쓰 선 | (하행) | 히토요시 · 요시마쓰 방면 |

## 이용 현황
| 연도     | 1일 평균 승차 인원 | 1일 평균 하차 인원 |
| -------- | ------------------ | ------------------ |
| 2000년도 | 154                | 311                |
| 2001년도 | 135                | 270                |
| 2002년도 | 138                | 274                |
| 2003년도 | 132                | 261                |
| 2004년도 | 135                | 276                |
| 2005년도 | 98                 | 193                |
| 2006년도 | 91                 | 184                |
| 2007년도 | 82                 | 161                |
| 2008년도 | 78                 | 159                |
| 2009년도 | 67                 | 140                |
| 2010년도 | 55                 | 113                |
| 2011년도 | 45                 | 92                 |
| 2012년도 | 41                 | 84                 |

## 역 주변
- 국도 제219호선
- 야쓰시로 시 사카모토 지소
- 아라세 댐

## 인접 역
| 규슈 여객철도 히사쓰 선             | 규슈 여객철도 히사쓰 선   | 규슈 여객철도 히사쓰 선 |
| ----------------------------------- | ------------------------- | ----------------------- |
| 야쓰시로 구마모토 · 신야쓰시로 방면 | ■ 가고시마 본선 직통 쾌속 | 시로이시 히토요시 방면  |
| 야쓰시로 구마모토 방면              | ■ 이사부로 · 신페이       | 잇쇼치 요시마쓰 방면    |
| 야쓰시로 구마모토 방면              | ■ SL 히토요시             | 사카모토 히토요시 방면  |
| 단 야쓰시로 방면                    | ■ 보통                    | 하키 하야토 방면        |